# Něm
Něm (rusky Нем) je řeka v Komiské republice v Rusku. Je dlouhá 260 km. Povodí řeky je 4230 km².

## Průběh toku
Ústí zleva do Vyčegdy (povodí Severní Dviny).

## Vodní režim
Zdrojem vody jsou převážně sněhové srážky. Průměrný roční průtok vody ve vzdálenosti 16 km od ústí činí 37,3 m³/s. Zamrzá v listopadu a rozmrzá v květnu.

## Využití
Je splavná pro vodáky.